# Alison Wágner Lira Ferreira
Alison Wágner Lira Ferreira, genannt Alison, (* 21. Oktober 1983 in Parnamirim) ist ein ehemaliger brasilianischer Fußballspieler. Der Rechtsfüßer wurde als Innenverteidiger eingesetzt.

## Karriere
Alison begann seine Laufbahn 2003 beim unterklassigen São Gonçalo FC (RN). Nach verschiedenen Wechseln und ersten Auftritten in der Serie B, u. a. beim EC Vitória, gab der Spieler der Spieler 2012 sein Debüt in der obersten brasilianischen Spielklasse. Mit Náutico Capibaribe trat er am 16. September 2012 gegen Atlético Mineiro an. Zunächst nur auf der Ersatzbank, wurde er in der 89. Minute für Souza eingewechselt. Sein erstes Spiel von Beginn an machte er am 10. Oktober gegen AA Ponte Preta.
2015 spielte Alison beim América Mineiro. Mit diesem erreichte er in der Saison 2015 den vierten Tabellenplatz in der Série B und damit die Qualifikation für die Campeonato Brasileiro Série A 2016. Hier kam Alison nicht zu Einsätzen, da er an den unterklassigen Ituano FC verkauft wurde. Nach zwei weiteren Stationen beendete er nach Abschluss der Série D im Oktober 2019 seine aktive Laufbahn.

## Erfolge
América (MG)
- Staatsmeisterschaft von Minas Gerais: 2016

América (RN)
- Staatsmeisterschaft von Rio Grande do Norte: 2019